# Агила II
Агила II (Agila II.; Achila, Akhila; † 714 г.) e крал на вестготите от 711 до 714 г.
Вероятно е син на крал Витица.
През 711 г. той става крал след убийството на Родерих.
Умира през 714 г. и на трона идва Ардо.